# 1408 Трусанда
1408 Трусанда (1408 Trusanda) — астероїд головного поясу, відкритий 23 листопада 1936 року.
Тіссеранів параметр щодо Юпітера — 3,197.